# Međunarodna datumska granica
Međunarodna datumska granica je zamišljena linija na zemlji, suprotno od Griničkog meridijana koja nadoknadi datum kako je prijeđeš. Podudara se otprilike uz 180° zemljopisne dužine, s nekoliko skretanja da zaobiđe grupe otoka. Ova granica dijeli vremenske zone UTC+12 i UTC-12.
Prvi problem s datumskom granicom se uzrokovao kada je Magellan putovao oko Zemlje. Kako je njegova ekipa plovila po morima, čuvali su detaljne podatke o datumu. Ljudi na kopnu su uporno tvrdili da je bio drugi dan nego što je Magellan mislio. Iako je danas lako razumljiv, ovaj fenomen je uzbudio mnogo ljudi, i to čak toliko da je specijalna delegacija bila poslana papi da mu objasni ovo osebujnost.

## Poveznice
- Vremenska zona